# 阿特托林湖
阿特托林湖是加拿大的湖泊，位於該國西部，由卑詩省負責管轄，長145公里，面積589平方公里，島嶼面積186平方公里，集水區面積6004平方公里，海拔高度668米，平均水深86米，最大水深283米，湖岸線長度300公里。